# 生口惟平
生口 惟平（いくち これひら、生没年不詳）は、南北朝時代の武将。小早川宣平の七男。通称は弾正左衛門尉。末裔に生口景守がいる。

## 略歴
- 暦応5年（1342年）、父より安芸国沼田庄内の新田二町を譲り受けて庶子家を興す。
- 康永2年（1343年）、北朝方に属した父に従って南朝方の伊予国世田城、備後国茶臼山城を攻略し、本拠地を生口島に移す。後に生口氏と称する。
- 観応元年（1350年）から始まった観応の擾乱では小早川一門として足利尊氏・義詮に従って参戦したという。

## 家系
- 父:小早川宣平（安芸守、備後守）
- 母:名前不詳
- 室:名前不詳
  - 子:生口公実
  - 子:生口守平（刑部少輔）